# Transurban
Transurban (ASX : TCL) est une entreprise australienne de gestion d'infrastructures de transport qui fait partie de l'indice S&P/ASX 50.

## Historique
En 1995, le gouvernement de l'état du Victoria, alors fortement endetté, confie  la construction de deux nouvelles autoroutes, les Western Link et South Link (nommés CityLink), à Transurban, consortium publique/privé créé pour l'occasion. Transurban obtient de l'état du Victoria le droit de faire payer ces réseaux routiers jusqu'en 2034. La construction du CityLink est mené par le premier CEO de l'entreprise, Kim Edwards. Le futur contrôle de Transurban s'est établi dans les premières clauses liées à la construction de CityLink : Transurban peut demander des compensations si tout autre projet de transport vient concurrencer directement ou indirectement l'offre de CityLink.
En 1996, l'entreprise ouvre son capital au public et collecte $500 millions.
CityLink démarre ses opérations en 1999.
En mai 2010, Transurban procède à l'acquisition du Lane Cove Tunnel, un tunnel de 3,6 kilomètres situé au nord de Sydney, pour $569,5 millions.
Sur l'exercice de l'année 2013, Transurban n'a payé que $3 millions d'impôts malgré un chiffre d'affaires de $1 milliard, ce qui s'explique par les forts emprunts bancaires de l'entreprise ($6,8 milliards) dont le remboursement est fiscalement déductible.
En avril 2014, Transurban, Australian Super et Tawreed (filiale d'Abu Dhabi Investment Authority), acquièrent Queensland Motorways pour 6,6 milliards de dollars. Transurban détient à la suite de cette acquisition 62,5 % du réseau routier de Queensland Motorways, Australian Super 25 % et Tawreed 12,5 %. Cet achat concerne un complexe routier d'un total de 70 kilomètres. En novembre 2015, le même consortium mené par Transurban débourse $1,9 milliard pour l'acquisition de l'AirportlinkM7, un tunnel de 6,7 kilomètres inauguré courant 2012 et reliant directement le centre des affaires de Brisbane à l'aéroport. La somme déboursée ne représente que 51 % du coût de construction du tunnel.
En avril 2018, Transurban investit $4 millions dans la société de services de géolocalisation Bluedot Innovation. En mai 2018, l'autorité de la concurrence (en anglais : Australian Competition and Consumer Commission ou ACCC) exprime son désaccord à l'acquisition par un consortium mené par Transurban de l'exploitation du WestConnex de Sydney,.
En décembre 2020, Transurban annonce la vente d'une participation de 50 % de ses activités autour de la ville de Washington DC pour 2,8 milliards de dollars.

## Réseaux routiers
Transurban gère plusieurs réseaux routiers en Australie et dans l'est des États-Unis :
| Photo | Pays       | Ville                                                                      | Réseau              | Participation |
| ----- | ---------- | -------------------------------------------------------------------------- | ------------------- | ------------- |
|       | Australie  | Melbourne (Victoria)                                                       | CityLink            | 100 %         |
|       | Australie  | Sydney (Nouvelle-Galles du Sud)                                            | M2                  | 100 %         |
|       | Australie  | Sydney (Nouvelle-Galles du Sud)                                            | Lane Cove Tunnel    | 100 %         |
|       | Australie  | Sydney (Nouvelle-Galles du Sud)                                            | Cross City Tunnel   | 100 %         |
|       | Australie  | Sydney (Nouvelle-Galles du Sud)                                            | Eastern Distributor | 75,1 %        |
|       | Australie  | Sydney (Nouvelle-Galles du Sud)                                            | Westlink M7         | 50 %          |
|       | Australie  | Sydney (Nouvelle-Galles du Sud)                                            | M5 South West       | 50 %          |
|       | Australie  | Brisbane, Queensland (à la suite de l'acquisition de Queensland Motorways) | Gateway Motorway    | 62,5 %        |
|       | Australie  | Brisbane, Queensland                                                       | Logan Motorway      | 62,5 %        |
|       | Australie  | Brisbane, Queensland                                                       | CLEM7               | 62,5 %        |
|       | Australie  | Brisbane, Queensland                                                       | Go Between Bridge   | 62,5 %        |
|       | Australie  | Brisbane, Queensland                                                       | Legacy Way          | 62,5 %        |
|       | Australie  | Brisbane, Queensland                                                       | AirportlinkM7       | 62,5 %        |
|       | États-Unis | Virginie                                                                   | 495 Express Lanes   | 100 %         |
|       | États-Unis | Virginie                                                                   | 95 Express Lanes    | 100 %         |

En 2016, Transurban détient un quasi-monopole sur le réseau routier payant dans les grandes villes australiennes, contrôlant 13 des 15 autoroutes payantes à Melbourne, Sydney et Brisbane. En 2015, l'entreprise a réalisé un chiffre d'affaires de $1,5 milliard pour un bénéfice net de $577 millions.

## Direction
- 1996 - 2008 : Kim Edwards[3]
- 2008 - 2012 : Chris Lynch[15]
- Depuis 2012 : Scott Charlton

## Controverses
En mars 2016, alors que Transurban annonce son intention de rendre payantes toutes les routes gérées par l'entreprise, le fondateur de Transurban, Jeff Kenett, dénonce le projet, expliquant que les contribuables seront les grands perdants de cette mesure. Avec CityLink, Transurban a généré $5,78 milliards de revenus depuis son ouverture, et devrait en générer un total de $20 milliards à l'horizon 2034, alors que sa construction n'aura coûté que $1,8 milliard. Pour le CEO Scott Charlton, il est essentiel d'appliquer des tarifs appropriés pour que le trafic dans les grandes villes australiennes ne deviennent pas comme celui de Mexico. Transurban pose alors la question du bénéfice des partenariats publiques/privés qui créent des mastodontes des affaires au détriment des intérêts des contribuables. En 2015, les actionnaires de Transurban ont été rémunérés plus de $700 millions en dividendes. Pendant ses 4 années à la tête de l'entreprise, Chris Lynch a été rémunéré un total de $21 millions, et le CEO depuis 2012, Scott Charlton, est lui payé $4,9 millions par an.